# 移植コーディネーター
移植コーディネーター（transplant coordinator）とは、臓器移植・組織移植・骨髄移植などにおいて、提供者と移植者の間の調整をする医療専門職のことをいう。

## 臓器移植コーディネーター

### ドナーコーディネーター
ドナーコーディネーター（donor coordinator, procurement coordinator）とは、死体移植において、臓器提供病院に出向き、臓器提供候補者（ポテンシャルドナー、potential donor）やその家族と会って承諾手続きなど臓器提供に関する一連の手続きを調整する医療専門職の者。臓器提供候補者の医学的な評価を行うこと、家族に臓器提供に関する情報の提供をすること、臓器提供の手術の調整や立ち会いを行うこと、提供された臓器を移植病院まで搬送することが業務である。
日本では現在、日本臓器移植ネットワークに所属する臓器移植コーディネーター約20名及び日本臓器移植ネットワークより委嘱を受けた都道府県コーディネーター約50名が活動している。多くは看護師や臨床検査技師などの国家資格を持つ。

### レシピエントコーディネーター
レシピエントコーディネーター（recipient coordinator）とは、死体移植において、各移植病院に所属しその病院内で、移植候補者との連絡調整や臓器の受け入れを調整する医療専門職の者。また、生体移植において、臓器提供者と臓器移植者の調整役を担う。多くは看護師である。

### 組織移植コーディネーター
組織移植コーディネーターとは、組織移植において、提供病院に出向き、組織提供の承諾手続きなど組織提供に関する一連の手続きを調整する専門職の者。また、提供された組織を保存し管理することも業務である。

### 骨髄移植コーディネーター
骨髄移植コーディネーターとは、骨髄移植において、提供者と移植者の間の調整役をする者。